# Bodo (folclore)
O bodo é a distribuição de comida aos pobres em dia de festa e em que também se dá presentes de roupa ou em dinheiro.
Segundo a tradição, o costume de celebrar o bodo foi introduzido em Portugal no séc. XIII pela Rainha Santa Isabel.